# Onthophagus schaufussi
Onthophagus schaufussi là một loài bọ cánh cứng trong họ Bọ hung (Scarabaeidae).